# La família de Darius davant d'Alexandre el Gran
La família de Darius davant d'Alexandre el Gran és una pintura històrica atribuïda actualment a Joost Susterman. La pintura es troba conservada actualment a la Biblioteca Museu Víctor Balaguer, amb el número de registre 1452 d'ençà que va ingressar com a donació al museu. L'obra és un oli sobre tela rectangular de 141 × 110 centímetres. No té cap signatura ni davant ni darrere de la tela, fet que ha provocat discussions sobre l'autoria. Pertanyia al col·leccionista català Josep Ferrer-Vidal Soler, qui el va donar personalment al seu amic Víctor Balaguer. La pintura va ser acceptada al Museu com una peça de Joost Susterman i no va ser objecte d'estudi específic fins al 1978.

## Anàlisi formal

### Temàtica
En l'obra es capta el moment en què la mare de Darios III, Sisigambis, i la muller d'aquest, es prostren als peus d'Alexandre, guanyador de la batalla d'Issos.
La batalla es produí entre l'exèrcit Persa i el Macedoni el 333 aC en una plana travessada pel riu conegut a l'antiguitat com a Pinaros. Els dos exèrcits es disposaren en un front de 3km i es calcula que el persa tenia 2.000 efectius més que el macedoni, aproximadament 35.000 homes a la infanteria i 5.000 a la cavalleria. Malgrat la superioritat de forces militars perses Alexandre el Gran aconseguí tàcticament encerclar a l'exèrcit de Darios III, provocant així el trencament de les files dels homes de Darios i la fugida d'aquest del camp de batalla.
Un cop finalitzada la guerra, Alexandre el Gran oferí protecció a la família de Darios, que fou capturada després de la lluita. El relat que plasma la pintura el podem llegir, per exemple, a Plutarc (Vol. 5, XXI), Curtius (III, 12, 13-26) o Valeri Màxim (III, 7 ext. 2).
| Alexander on the following day, after having caused the soldiers whose bodies he had found to be buried with care, gave orders that the same honour should be paid to the noblest of the Persians as well, and that Darius' mother be allowed to bury those whom she wished in the manner of their nation. She therefore directed that a few of her nearest of kin should be buried in accordance with the state of their present fortune, believing that the pomp of the funerals with which the Persians celebrate the last rites to the dead would be out of place, when the victors were cremated in no costly manner. | A l'endemà, Alexandre, després d'haver demanat que enterressin els cossos dels soldats amb cura, va donar ordres perquè es prestés el mateix honor als més nobles perses i així es va permetre a la mare de Darios enterrar al qui va desitjar a la manera de la seva nació. Per tant, ella va ordenar que alguns dels seus parents més propers fossin enterrats amb l'actual fortuna, creient que la pompa dels funerals amb el qual els perses celebren el ritual de la mort podia estar fora de lloc ja que els vencedors havien estat cremats sense costos. |
| And now, after the proper rites had been performed for the bodies of the dead, Alexander sent a messenger to the captive women that he himself was coming to them, and denying admission to his throng of attendants, he entered the tent with Hephaestion. He was by far the dearest to the king of all his friends; brought up with him, and the confidant of all his secrets (...) and though Hephaestion was of the same age as the king, he nevertheless excelled him in bodily stature. Hence the queens, thinking that he was the king, did obeisance to him in their native fashion. Thereupon some of the captive eunuchs pointed out which was Alexander, and Sisigambis fell at his feet, begging pardon for not recognizing the king, whom she had never seen before. The king, taking her hand and raising her to her feet, said: "You were not mistaken, mother; for this man too is Alexander". (...) | I ara, després que s'havien realitzat els ritus apropiats pels cossos dels morts, Alexandre envià un missatger a les dones captives mentre ell estava arribant amb Hefestió i negà l'entrada de cap assistent. Aquest era el més estimat dels amics del rei i l'home de confiança de tots els seus secrets (...) Hefestió era de la mateixa edat del rei però era més alt. Per això les reines, pensant que ell era el rei, li reteren homenatge a la seva manera nadiua. Aleshores, alguns eunucs en captivitat senyalaren qui era Alexandre i Sisigambis es llençà als seus peus demanant perdó per no reconèixer al rei, el qual no havia vist mai abans. El rei, prenent-li la mà i aixencant-la digué: "Tu no has errat, mare, ell també és Alexandre (...) |

### Estil i composició
L'obra mostra un rostre molt individualitzat propi d'un pintor avesat a la tècnica del retrat. Aquesta pintura es diferencia d'altres obres posteriors conservades amb el mateix tema, per exemple la de Charles Le Brun de 1661 (Versalles) o la de Pierre Mignard de 1689 (a l'Ermitage de Sant Petersburg) les quals no responen a una voluntat realista si no a l'estereotip iconogràfic reproduït a les monedes hel·lenístiques.
La pintura representa el moment històric a partir de sis personatges: tres de femenins i tres de masculins. Dividits en dues meitats, els sis estan agrupats a banda i banda del quadre i estan col·locats simbòlicament. Al costat esquerre apareix Estàtira, esposa de Darios III, Sisigambis, la mare del rei de Pèrsia i situada per sobre d'Estàtira i representada com una senyora més gran, i, finalment, per damunt de totes i en un tercer pla una altra dona, possiblement Estàtira (una de les filles de Darios i que portaria el nom de la seva mare). La dona de Darios, Estàtira, es representa amb les mans creuades davant el pit, reminiscència de les escenes de la Verge Maria enfront de l'Arcàngel en alguns passatges de l'Anunciació. A l'altra part, a la dreta, hi destaquen Alexandre el Gran, Rei de Macedònia i el seu company Hefestió. El casc del rei és menys luxós que el d'Hefestió però, tanmateix, les princeses perses confonen l'Emperador i, per aquest motiu, és representat el gest d'assenyalar a Alexandre, és a ell a qui han de rendir-se. Darrere d'Alexandre, en segon terme, un soldat està dempeus i mira a l'espectador directament als ulls, transformant-lo en testimoni i còmplice de l'incident.
L'autor, situant els personatges masculins a la dreta i els femenins a l'esquerre, recollint així una tradició simbòlica espacial. Durant segles es considerava la banda dreta com la corresponent a les virtuts superiors, com la misericòrdia. Girar-se cap allà volia dir mirar amb extraversió, cap al futur, cap a l'extern i l'acció. En contraposició, l'esquerra es referiria a les virtuts inferiors, convertint-se en una mirada cap al passat, l'inconscient i la introversió. A la vegada, la col·locació escollida per l'artista reforça la qualitat de vencedors i, en aquest cas, vençudes. El símbol queda ratificat amb l'element del casc. Elles fan una reverència però, malgrat tenir el mateix rang ells ara són els que han guanyat la batalla i, per tant, no tenen per què treure-se'l.

## Discussió de l'autoria
Aquesta peça artística entrà al museu com una obra de Joost Susterman. Tot i que va estar exposat des de l'inici a la sala de la pinacoteca no va ser objecte d'estudi fins al 1978 quan Alfonso Pérez Sánchez, especialista d'art barroc i subdirector en aquell moment del Museu del Prado, organitzà a Madrid una exposició antològica dedicada al pintor Antonio de Pereda amb motiu del tricentenari de la mort del pintor. En l'exposició es va ometre una atribució prèvia de l'obra i proposà, després d'una anàlisi estilística, que Pereda l'hauria pintat durant l'època de joventut de Pereda, concretament entre 1634 i 1635, quan es trobava sota la protecció del Marqués de la Torre Crescenzi, germà del cardenal Crescenzi.
El segle xvii fou abundant la importació comercial de quadres de pintors flamencs procedents d'Anvers i van tenir molt d'èxit entre els col·leccionistes cortesans. La gran acollida els experts l'expliquen a partir de dues línies convergents: per un cantó les relacions polítiques entre Espanya i Flandes i per altra banda la protecció de les elits a Rubens que va propiciar que col·leccionistes del moment volguessin adquirir obres de l'artista i de la seva zona.
Si ens centrem en l'autor, a part del contacte que podia tenir a través dels col·leccionistes cortesans, ell, gràcies al noble Crescenzi, tingué la possibilitat de conèixer l'obra dels pintors italians de l'època, especialment l'obra de Rubens i del seu taller, ja que varen arribar quadres per decorar les estances de La Torre de la Parada. Aquests anys coincideixen amb el moment de màxima qualitat artística de l'artista, plasmat amb el que es considera la seva obra mestre Socorro a Génova (pintura que forma part de la sèrie que decoraven el Salón de Reinos del Palau del Buen Retiro. o Rey godo Agila (1935), que actualment es troba conservat en el Palau episcopal de Lleida. Especialment en el rei d'aquest últim hi veu un model humà molt proper al d'Alexandre i a Hefestió. Les joies i les parts metàl·liques estarien resoltes amb el mateix toc que les armadures del rei got o la corona de la Inmaculada Concepción (1636). Pel que fa a les dones, detalla que no estan massa lluny del seguici que apareix a Desposorios de la virgen y San José (1640), obra que està actualment a Saint-Sulpice de París. Pérez Sánchez estableix, doncs, una semblança entre els quadres de joventut de l'artista i la família de Darios davant d'Alexandre el Gran, apreciant entre ells una proximitat de tècnica, models i colors.
Tanmateix, continuen havent problemes d'atribució, ja que el tractament dels episodis de la vida d'Alexandre era estrany a la cort de Felip IV mentre que era molt habitual en altres corts europees, especialment d'Itàlia. La familiaritat del tractament iconogràfic de la figura d'Alexandre va permetre al museu a tornar a proposar l'atribució inicial a Joost Susterman. Des d'un punt de vista estílistic el quadre està tractat amb una tècnica realista i retratística molt propera a la manera de fer dels pintors formats a l'escola flamenca del primer terç del segle xvii. Prenent en consideració la recuperació d'aquesta atribució l'obra estaria situada en un període estilístic proper a l'herència del seu mestre Frans Pourbus el Jove, del qual va aprendre la tècnica preciosista del realisme pictòric, molt pròpia dels Països Baixos. Abans d'abandonar Flandes l'artista també estigué sota la influència de Cornelis de Vos, Rubens i Van Dyck i segons els especialistes el quadre caldria situar-lo a principi de la dècada de l'any 1630, just abans que Susterman adquirís el quadre Conseqüències de la guerra, obra del seu mestre Rubens (avui en dia conservat al Palau Pitti) i que va significar l'inici d'una evolució estilística marcada per un abandonament de la minuciositat i el detall i una major llibertat en el traç de la pinzellada. Dins de la seva cronologia pictòrica Josep Maria Trullén la situa entre el retrat de Francesco Cosimo II de Medici (Florència, Casino di san Marco) i el de Vittoria della Rovere come Sant'Orsola (Florència, Villa del Poggio Imperiale, col·lecció de Vittoria della Rovere).

## Història

### Arribada al museu Víctor Balaguer
L'obra va arribar al Museu Víctor Balaguer de la mà de Josep Ferrer-Vidal Soler, un important col·leccionista català de l'època, el 1883, un any abans de l'obertura de la institució cultural. Està datat el seu ingrés el 20 de setembre de 1883 i actualment té el 1452 com a número de registre. En un butlletí de 1884 ja surt esmentada la seva localització a la pinacoteca juntament amb altres obres d'autors europeus.

## Estat de conservació
Actualment el seu estat de conservació és bo. Es coneixen tres intervencions sobre aquesta obra. Una d'elles (no documentada) es creu que fou realitzada abans del 1883, any en què l'obra fou donada al Museu. La segona es produeix el 1986 en el Centre de Restauració de Sant Cugat, on només es realitzaren intervencions puntuals de reintegració. Finalment, hi hagué una tercera restauració el 2008 feta per l'equip de Restauracions del Museu Nacional d'Art de Catalunya (MNAC). Abans d'aquesta intervenció la pintura havia perdut la seva opacitat, possiblement causat a una alteració química. L'increment de transparència de la pintura a l'oli deix veure les capes inferiors podent observar, per exemple, un penediment als dits de la figura d'Alexandre. També, es podien veure aixecaments puntuals provocats principalment pels clivellats i presentava petites pèrdues de suport repartides per tota la superfície. En les proves realitzades en aquesta última restauració (com les radiografies) s'aprecien nombrosos repintats i retocs de diversa intensitat repartits per tot el quadre.